# RKB Mainichi Broadcasting
RKB Mainichi Broadcasting Corporation (RKB毎日放送株式会社) est une chaîne de télévision (également une station de radio) basée à la Préfecture de Fukuoka au Japon, et affiliée avec Japan Radio Network (JRN), Japan News Network (JNN) et TBS Network.

## Stations

### Radio
- Fukuoka: 1 278 kHz JOFR 50 kW
- Kitakyushu: 1 197 kHz JOFO 1 kW
- Omuta: 1 062 kHz JOFE 100 W
- Yukuhashi: 1 062 kHz 100 W

### TV
- Fukuoka: Chaîne 4
- Kitakyushu : Chaîne 8
- Kurume: Chaîne 48
- Omuta: Chaîne 61
- Yukuhashi: Chaîne 60

### TV (Digital)
- Bouton 4
- Fukuoka: Chaîne 30

## Autres stations TV à Fukuoka
- NHK (Fukuoka et Kitakyushu)
- Kyushu Asahi Broadcasting (九州朝日放送)
- Fukuoka Broadcasting (福岡放送)
- TVQ Kyushu Broadcasting (TVQ九州放送)
- TV Nishinippon (テレビ西日本)